# Гусятниця біля криниці
«Гуся́тниця бі́ля крини́ці» (нім. Die Gänsehirtin am Brunnen) — німецька казка, зібрана братами Грімм (KHM 179). За Aaрне-Тoмпсоном type 923 («Любов як сіль»).

## Сюжет
Стара жінка тримала гусей у горах. Якось, кажучи про свою важку ношу, вона вмовила графа перенести її на гору. Він вважав це обтяжливим, але стара не дозволила йому навіть відпочити. Коли вони дісталися до хати, там була потворна дівчина, що пасла гусей цієї жінки, але стара не дозволила їм залишитися разом, щоб «він не міг закохатись у неї». Перед тим, як стара відправила графа, вона дала йому шкатулку, вирізану зі смарагду, віддячивши за те, що приніс її ношу.
Граф три дні блукав лісами, перш ніж прибув до міста, де правили король і королева. Він показав їм шкатулку. Коли цариця її побачила, вона впала, як мертва, а графа повели в темницю і тримали там. Коли королева прокинулася, вона наполягала на тому, щоб поговорити з ним. Вона розповіла йому, що її молодша донька була гарною дівчиною, яка оплакувала перли та коштовності. Але одного разу, коли король запитав своїх трьох дочок, як вони його люблять, молодша сказала, що любить його як сіль. Король поділив своє царство між двома старшими дівчатами, а молодшу вигнав, давши їй лише мішок солі. Згодом король пошкодував про це рішення, але дівчину так і не знайшли.
Коли королева відчинила шкатулку, в ній була перлина, схожа на сльози її доньки. Граф розповів їм, де він узяв шкатулку, і король і королева вирішили поговорити зі старою.
Тим часом у горах потворна дівчина вночі вмилася в колодязі. Вона стала гарною дівчиною, хоч і сумною. Вона повернулася до своєї звичайної форми, коли місячне світло було закрито. Коли вона повернулася до хатини, стара прибирала в хатині, хоча було вже пізно. Стара сказала дівчині, що минуло три роки, тому вони більше не можуть бути разом. Дівчина засмутилася і запитала, що з нею буде, але стара сказала, що вона заважає їй працювати, і відправила чекати в її кімнаті.
Граф пішов з королем і королевою, але вони розійшлися. Гпаф побачив, як потворна дівчина робить себе красивою і був захоплений її красою. Він пішов за нею і зустрівся з королем та королевою в хаті. Стара жінка сказала королю й королеві, що їм би не довелося йти так далеко, якби вони не були такими несправедливими до своєї дочки. Вона привела їх і сказала доньці вийти з кімнати, і сім'я розплакалася, побачившись знову.
Стара зникла, а хатинка перетворилася на замок. Граф одружився з наймолодшою принцесою, і вони жили там назавжди.

## У масовій культурі

### Телебачення
- Це було перетворено на телефільм Fernsehen Der DDR у Східній Німеччині в 1979 році.
- Він був адаптований як частина телесеріалу Сімсала Грімм під іншою перекладеною англійською назвою «Дві принцеси». Однак передісторія короля Ліра була змінена, щоб принцесу вигнала її мачуха.

### Музика
- За мотивами казки німецький мюзикл Gans oder gar nicht відкрито у 2015 році в Waldbühne Kloster Oesede в Георгсмарієнгютте.